# Clínica San Ignacio de San Sebastián
La Clínica San Ignacio, situada en la ciudad española de San Sebastián, fue inaugurada el 26 de septiembre de 1906 por los reyes Alfonso XIII y Victoria Eugenia con la presencia de otras autoridades.
Fue la primera clínica establecida en San Sebastián orientada fundamentalmente a enfermos quirúrgicos y era dirigida por cinco cirujanos de diferentes especialidades en colaboración con Las Hermanas de la Esperanza que prestaban servicio en el centro.
Tras diferentes avatares concluyó su trayectoria en 1994, reconvirtiéndose en un Centro Geriátrico.

## Historia
Los fundadores del centro fueron el urólogo Benigno Oreja, el cirujano general Hilario Gaiztarro, el oftalmólogo Miguel  Viadur y los otorrinolaringólogos Ramón Castañeda y Mariano Antin. En 1909 falleció el Dr. Gaiztarro, sustituyéndole el Dr. Leopoldo Ramoneda.
A los pocos años se incorporó el Dr. Luis Urrutia Guerezta, especialista en cirugía digestiva que con los años compaginó su trabajo con una consulta en Madrid.
A las especialidades antes citadas se añadieron otras, como neurocirugía, traumatología-ortopedia, radiología, anatomía patológica, pediatría, etc.
La Clínica San Ignacio fue la pionera de una serie de clínicas privadas en la provincia de Guipúzcoa que ofrecía unos servicios médicos fundamentalmente quirúrgicos.
Tras la guerra civil y dada la situación socioeconómica creada entró en un periodo de decadencia, que se agudizó con la creación de los grandes hospitales de la ciudad en los años sesenta y setenta que abocaron a su cierre en 1994.

### Benigno Oreja
Nació en Vizcaya en 1878 y falleció en San Sebastián en 1962.
Tras licenciarse en medicina acudió a Paris, donde se especializó en urología para posteriormente regresar a San Sebastián, donde fundó la Clínica San Ignacio.
En los años veinte fue el introductor de las transfusiones de sangre en San Sebastián y durante la guerra civil dirigió un hospital carlista en San Sebastián.
Destacaron sus publicaciones sobre la próstata, de la que versó su tesis doctoral en 1908 y desarrolló algunas técnicas quirúrgicas propias, como la uretrotomía perineal.
La oncología era una especialidad importante en la clínica, por lo que influyó en la contratación del patólogo clínico Antonio Llombart, que más tarde fue catedrático y fundador del Instituto Valenciano de Oncología.
Fue miembro fundador de la Asociación Española de Urología, presidente de la Academia médico-quirúrgica de San Sebastián en 1924, del Colegio de Médicos provincial y colaboró con la Sociedad de Estudios Vascos (Eusko IIkaskuntza).
Colaboró activamente en la creación del Instituto Radio Quirúrgico de San Sebastián, actual Onkologikoa, junto con el Dr. Luis Ayestaran Gabaraín.
En 1958 obtuvo la gran cruz de la Orden de Isabel la Católica.   

### Luis Urrutia
Nació en San Sebastián en 1879 y falleció en Madrid en 1930.
Procedía de una familia sin medios económicos y pudo realizar su carrera por medio de becas.
Tras licenciarse en Medicina, comenzó a trabajar en Madrid como ayudante del Dr. Juan Madinabeitia y después visitó centros de Berlín, Viena y París, donde se especializó en cirugía digestiva en 1914.
Por influencia de su amigo Benigno Oreja comenzó a trabajar en la clínica San Ignacio, compaginándolo con su trabajo en Madrid.
Fue fundador de los archivos españoles del aparato digestivo y en 1924 fundó en Madrid el Instituto Madinabeitia para enfermos sin grandes recursos.